# Collodictyonidae
Collodictyonidae (též Diphylleidae či Diphyllatia) je skupina eukaryotních jednobuněčných organismů s dosud nevyjasněným fylogenetickým postavením a proto často řazená do incertae sedis eukaryot. Podle posledních studií (z r. 2012) může být příbuzná malawimonádám, nebo zaujímat ještě bazálnější postavení ve stromu eukaryot blízko rozhraní mezi Unikonta a Bikonta.. Původně uvažované řazení mezi Apusozoa je již víceméně vyloučeno.
Jsou to volně plovoucí prvoci s dvěma či čtyřmi koncovými bičíky. Živí se fagocytózou jiných eukaryotických buněk, a to pomocí velkého nápadného cytostomu.

## Zástupci
Do této skupiny se řadí jen několik rodů:
- Collodictyon H.J. Carter, 1865
- Diphylleia J. Massart, 1920
- Sulcomonas Brugerolle, 2006[5]